# Pattinaggio di velocità ai IV World Skate Games
Le competizioni di pattinaggio artistico a rotelle ai IV World Skate Games si sono svolte dal 13 al 21 settembre 2024 in Abruzzo, in Italia. Le gare su pista si sono tenute a Montesilvano dal 13 al 16 settembre, dal 16 al 18 settembre si sono tenute le gare su strada a Sulmona. Il 19 settembre si sono tenute invece le gare dei 100m a Pescara, mentre tutte e tre le città sono state attraversate dalla maratona del 20 settembre.

## Podi

### Senior

#### Uomini Senior
| Evento                     | Oro              | Argento           | Bronzo             |
| 100m                       | Jhoan Guzman     | Alessio Piergigli | Vincenzo Maiorca   |
| 200m                       | Vincenzo Maiorca | Kuo Li-Yang       | Duccio Marsili     |
| 500m Sprint                | Duccio Marsili   | Vincenzo Maiorca  | Jhoan Guzman       |
| 1000m Sprint               | Duccio Marsili   | Bart Swings       | Hugo Ramirez       |
| Giro Sprint                | Ron Pucklitzsch  | Vincenzo Maiorca  | Jhon Tescòn        |
| Gara a punti 5.000m        | Bart Swings      | Giovanni Trebouta | Julio Mirena Ortìz |
| Eliminazione/Punti 10.000m | Bart Swings      | Jason Suttles     | Livio Wengen       |
| Eliminazione 10.000m       | Juan Mantilla    | Jason Suttles     | Giuseppe Bramante  |
| Eliminazione 15.000m       | Juan Mantilla    | Felix Rijhnen     | Jason Suttels      |
| Staffetta 3000m            | Italia           | Taipei cinese     | Colombia           |
| Maratona                   | Nolan Beddiaf    | Felix Rijhnen     | Juan Mantilla      |

#### Donne Senior
| Evento                     | Oro                      | Argento              | Bronzo                  |
| 100m                       | Ivonne Nochez Gallardo   | Haila Brunet Alvarez | Valeria Rodriguez Lopez |
| 200m                       | Kollin Castro            | Asja Varani          | Ivonne Nochez Gallardo  |
| 500m Sprint                | Maria Fernanda Timms     | Kollin Castro        | Liu Yi-Hsuan            |
| 1000m Sprint               | Maria Fernanda Timms     | Kollin Castro        | Gabriela Vargas         |
| Giro Sprint                | Melissa Rebolledo Vargas | Maria Fernanda Timms | Mathilde Pedronno       |
| Gara a punti 5.000m        | Chang Yu Hsin            | Edda Paluzzi         | Gabriela Rueda          |
| Eliminazione/Punti 10.000m | Gabriela Rueda           | Larissa Gaiser       | Ali son Bernardi        |
| Eliminazione 10.000m       | Gabriela Rueda           | Luz Karime Garzon    | Gabriela Vargas         |
| Eliminazione 15.000m       | Marine Lefeuvre          | Gabriela Vargas      | Marie Dupuy             |
| Staffetta 3000m            | Colombia                 | Taipei cinese        | Francia                 |
| Maratona                   | Luz Karime Garzon        | Lianne van Loon      | Noraly Berber Vonk      |

### Junior

#### Uomini Junior
| Evento                     | Oro                  | Argento                    | Bronzo               |
| 100m                       | Cristian Scassellati | Pan Zhi Yuan               | Alessio Mannai       |
| 200m                       | Santiago Vasquez     | Guglielmo Lorenzoni        | Cristian Scassellati |
| 500m Sprint                | Juan Yepes           | Jacob Melton               | Giacomo Gobbato      |
| 1000m Sprint               | Metodej Jilek        | Jacob Melton               | Adriàn Alonso Garcia |
| Giro Sprint                | Jacob Melton         | Luis Andrè Aguirre Rehbach | Noè Guyomarc'h       |
| Gara a punti 5.000m        | Metodej Jilek        | Pan Cheng-Yu               | Chung Yu Ting        |
| Eliminazione/Punti 10.000m | Metodej Jilek        | Ryan Dawson                | Arthur Lebeaupin     |
| Eliminazione 10.000m       | Carlos Pisciotti     | Metodej Jilek              | Adriàn Alonso Garcia |
| Eliminazione 15.000m       | Metodej Jilek        | Ashton Hale                | Adriàn Alonso Garcia |
| Staffetta 3000m            | Rep. Ceca            | Colombia                   | Taipei cinese        |

#### Donne Junior
| Evento                     | Oro                            | Argento                        | Bronzo                       |
| 100m                       | Sofia Paola Chiumiento         | Dairy Charith Londoño Cardenas | Asia Negri                   |
| 200m                       | Sofia Paola Chiumiento         | Dairy Charith Londoño Cardenas | Carola Falco                 |
| 500m Sprint                | Sofia Paola Chiumiento         | Dairy Charith Londoño Cardenas | Rita De Gianni               |
| 1000m Sprint               | Yicel Camila Giraldo Vasquez   | Sofia Paola Chiumiento         | Chang Hsuan-Pei              |
| Giro Sprint                | Dairy Charith Londoño Cardenas | Alicia McBride                 | Asia Negri                   |
| Gara a punti 5.000m        | Yicel Camila Giraldo Vasquez   | Maria Paula Vivas Mendoza      | Daniela Bustamante           |
| Eliminazione/Punti 10.000m | Yicel Camila Giraldo Vasquez   | Sofia Schilder                 | Daniela Bustamante           |
| Eliminazione 10.000m       | Maria Vargas                   | Yicel Camila Giraldo Vasquez   | Daniela Bustamante           |
| Eliminazione 15.000m       | Maria Vargas                   | Violette Braun                 | Yicel Camila Giraldo Vasquez |
| Staffetta 3000m            | Colombia                       | Taipei cinese                  | Francia                      |